# Thomas Lundvall
Bengt Thomas Lundvall, född 8 februari 1943 i Skeppsholms församling i Stockholms stad, död 30 september 2018 i Karlsborgs distrikt i Västra Götalands län, var en svensk militär.

## Biografi
Thomas Lundvall avlade studentexamen i Stockholm 1962. Han avlade sjöofficersexamen vid Sjökrigsskolan 1965 och utnämndes samma år till fänrik i flottan, där han befordrades till löjtnant 1967. Han gick Allmänna kursen på Marinlinjen vid Militärhögskolan 1970–1971, befordrades till kapten 1972, var chef för en minsvepardivision 1972–1973, gick Stabskursen på Marinlinjen vid Militärhögskolan 1974–1976, befordrades till örlogskapten 1976, tjänstgjorde vid staben i Nedre Norrlands militärområde 1976–1977, tjänstgjorde vid Försvarsstaben 1977–1979 och var förste adjutant vid 6. minröjningsavdelningen 1979–1981. Efter befordran till kommendörkapten 1981 var han chef för Mindetaljen i Flottans vapentjänstavdelning i Sektion 4 i Marinstaben 1981–1983, var ställföreträdande chef för Operationsledningen vid staben i Västra militärområdet 1984–1987, var chef för 6. minröjningsavdelningen 1987–1989 och studerade vid Försvarshögskolan 1990. År 1990 befordrades han till kommendör, varpå han var ställföreträdande chef för Sydkustens marinkommando 1990–1994. Lundvall befordrades till kommendör av första graden 1994, varefter han var chef för Sydkustens marinkommando 1994–1997, chef för Försvarsmaktens internrevision i Gemensamma staben i Högkvarteret 1997–1999, chef för Logistikavdelningen i Operationsledningen i Högkvarteret 1999–2000 och stod till förfogande för Projekt Forgus 2000–2003.
Thomas Lundvall invaldes som ledamot av Kungliga Örlogsmannasällskapet 1988.
Thomas Lundvall var son till amiral Bengt Lundvall och Karin Rydnäs.